# Enrique García Beltrán
Enrique García Beltrán   (Almassora, 16 de març de 1913 - Castelló de la Plana, 16 d'agost de 1936) fou un frare caputxí castellonenc, mort màrtir en començar la Guerra Civil espanyola.
Va iniciar els seus estudis al Seminari Seràfic de Massamagrell, per a posteriorment ingressar al noviciat de l'Olleria el 31 d'agost de 1928. Fou en aquest mateix noviciat on feu la seva professió de fe simple l'1 de setembre de 1929, i la professió solemne i perpètua el 17 de setembre de 1935. Va estudiar Filosofia i Teologia al Seminari d'Oriola.
Fou detingut l'1 d'agost de 1936, i empresonat fins al 16 d'agost, quan el van portar per la carretera de Castelló fins a un indret anomenat La Pedrera, on fou assassinat. Fou sepultat al cementiri de Castelló de la Plana, però passada la Guerra Civil espanyola les seves restes foren identificades i es van traslladar al cementiri d'Almassora, on es troben avui dia. Té la consideració de beat des de l'11 de març de 2001, quan el papa Joan Pau II va beatificar 233 màrtirs de la persecució religiosa durant la Guerra civil espanyola, entre ells García Beltrán.